# Blias
Blias – rodzaj widłonogów z rodziny Chondracanthidae. Nazwa naukowa tego rodzaju skorupiaków została opublikowana w 1863 roku przez duńskiego zoologa Henrika Krøyera.

## Gatunki
- Blias marplatensis Timi, Etchegoin & Lanfranchi, 2004
- Blias prionoti Krøyer, 1863